# Līgatne
Līgatne är en ort i Lettland.   Den ligger i kommunen Cēsis, i den centrala delen av landet, 60 km nordost om huvudstaden Riga. Līgatne ligger 56 meter över havet och antalet invånare är 1 433.
Terrängen runt Līgatne är huvudsakligen platt. Līgatne ligger nere i en dal. Runt Līgatne är det glesbefolkat, med 18 invånare per kvadratkilometer. Närmaste större samhälle är Sigulda, 14,0 km sydväst om Līgatne. I omgivningarna runt Līgatne växer i huvudsak blandskog.